# Anello 5
L'anello 5 che ruota attorno ad Urano, orbita ad una distanza di 42 235 km dal centro del pianeta, fra l'anello 6 e l'anello 4; come gli altri anelli è molto sottile, la sua larghezza è compresa fra 2 e 3 km.